# Budynek Szkoły Podstawowej nr 14 w Toruniu
Budynek Szkoły Podstawowej nr 14 w Toruniu – budynek znajdujący się przy ul. Hallera 79.
Plany budowy szkoły pojawiły się w roku szkolnym 1935–1936, gdy w wyniku połączenia szkół na Stawkach i Rudaku utworzono szkołę siedmioklasową. Brak miejsc oraz złe warunki lokalowe zmusiły Miejską Radę Szkolną do utworzenia komitetu budowy nowej szkoły, która miała mieścić się przy ul. Hallera. Nie zdołano wybudować szkoły do wybuchu II wojny światowej. Niewykończony budynek przejęli Niemcy, przystosowując go na fabrykę broni. Po zakończeniu wojny w budynku rozlokowano Polaków wypędzonych z Kresów. W 1947 roku budynek został wyremontowany i dokończony. Po zakończeniu prac otwarto w nim Szkołę Podstawową nr 18. W następnych latach została przekształcona w 11-letnią szkołę ogólnokształcącą stopnia podstawowego i licealnego, a w 1966 podzielona na Szkołę Podstawową nr 14 i Liceum Ogólnokształcące nr 3. W 1991 roku Liceum Ogólnokształcące przeniesiono do osiedla Na Skarpie, a Szkoła Podstawowa zajęła cały główny budynek. Obiekt wpisany jest do gminnej ewidencji zabytków (nr 2461).